# Heinz Weis
Heinz Weis (né le 14 juillet 1963 à Trèves) est un athlète allemand spécialiste du lancer du marteau.

## Carrière
Il s'illustre durant la saison 1991 en montant sur la troisième marche du podium des Championnats du monde de Tokyo. Sixième des Jeux olympiques de Barcelone, en 1992, il se classe troisième des Championnats d'Europe de 1994 avec 78,48 m. Le 3 août 1997, Heinz Weis enlève son premier titre lors d'une compétition internationale majeure en remportant le concours des Championnats du monde d'Athènes avec un lancer à 81,58 m, devançant l'Ukrainien Andriy Skvaruk et le Russe Vasiliy Sidorenko.
Heinz Weis a également remporté huit titres de champion d'Allemagne.
Son record personnel est de 83,04 m, réalisé le 29 juin 1997 à Francfort.

## Palmarès
| Date | Compétition                | Lieu         | Résultat | Marque  |
| ---- | -------------------------- | ------------ | -------- | ------- |
| 1985 | Universiade                | Kōbe         | 1er      |         |
| 1987 | Championnats du monde      | Rome         | 6e       | 80,18 m |
| 1988 | Jeux olympiques            | Séoul        | 5e       | 79,16 m |
| 1990 | Championnats d'Europe      | Split        | 8e       | 75,48 m |
| 1991 | Universiade                | Sheffield    | 3e       | 75,62 m |
| 1991 | Championnats du monde      | Tokyo        | 3e       | 80,44 m |
| 1992 | Jeux olympiques            | Barcelone    | 6e       | 76,90 m |
| 1994 | Championnats d'Europe      | Helsinki     | 3e       | 78,58 m |
| 1994 | Finale du Grand Prix       | Paris        | 5e       | 77,42 m |
| 1996 | Jeux olympiques            | Atlanta      | 5e       | 79,78 m |
| 1997 | Championnats du monde      | Athènes      | 1er      | 81,78 m |
| 1998 | Championnats d'Europe      | Budapest     | 4e       | 80,04 m |
| 1998 | Finale du Grand Prix       | Moscou       | 7e       | 77,03 m |
| 1998 | Coupe du monde des nations | Johannesburg | 2e       | 80,13 m |
| 2000 | Finale du Grand Prix       | Doha         | 5e       | 77,97 m |